# وولفگ
وولفگ (به آلمانی: Wolfegg) یک شهر در آلمان است که در رافنسبورگ واقع شده‌است. وولفگ ۳٬۴۱۱ نفر جمعیت دارد.

## خواهرخوانده
شهرهای Rüthi و Colico خواهرخوانده‌های وولفگ هستند.